# DécaNation 2016
DécaNation 2016 – dwunasta edycja DécaNation, która odbyła się 13 września 2016 roku na stadionie Pierre-Delort w Marsylii. Zawody wygrała Francja przed NACACem i Ukrainą.

## Uczestnicy
W zawodach uczestniczyły: Francja, Ukraina, Japonia, Chiny, NACAC i DecaClubs.
NACAC jest akronimem dla stowarzyszenia lekkoatletów; Ameryki Środkowej, Południowej, Północnej, oraz Karaibów. Podczas tego Décanation zespół NACAC składa się ze sportowców; USA, Jamajki, Trynidadu i Tobago oraz Haiti.
DecaClubs skupiał zagranicznych uczestników, którzy zostali licencjonowani we francuskich klubach lekkoatletycznych. Zespół składał się ze sportowców; Algierii, Belgii, Beninu, Bermudów, Burkina Faso, Hiszpanii, Kamerunu, Republiki Konga, Luksemburga, Mali, Senegalu, Tunezji, Włoch i Wybrzeża Kości Słoniowej.

## Konkurencje lekkoatletyczne
|           | 100 m | 200 m | 400 m | 800 m | 2000 m | 100 / 110 m przez płotki | 400 m przez płotki | Skok wzwyż | Skok w dal | Skok o tyczce | Trójskok | Pchnięcie kulą | Rzut dyskiem |
| --------- | ----- | ----- | ----- | ----- | ------ | ------------------------ | ------------------ | ---------- | ---------- | ------------- | -------- | -------------- | ------------ |
| Mężczyźni | •     | •     | •     | •     | •      | •                        |                    |            |            | •             | •        | •              | •            |
| Kobiety   | •     |       | •     | •     | •      | •                        | •                  | •          | •          |               |          | •              | •            |

## Klasyfikacja
| Miejsce | Zespół    | Ilość punktów |
| ------- | --------- | ------------- |
| 1       | Francja   | 115           |
| 2       | NACAC     | 109           |
| 3       | Ukraina   | 102           |
| 4       | Japonia   | 92            |
| 5       | Chiny     | 68            |
| 6       | DecaClubs | 64            |

## Rezultaty
Pierwszy zespół zdobywał osiem punktów, drugi sześć punktów, trzeci pięć punktów, czwarty cztery punkty, piąty trzy punkty, a ostatni (szósty) dwa punkty.